# Santa Marinha (Vila Nova de Gaia)
Santa Marinha (llamada oficialmente Vila Nova de Gaia (Santa Marinha)) era una freguesia portuguesa del municipio de Vila Nova de Gaia, distrito de Oporto.

## Historia
Fue suprimida el 28 de enero de 2013, en aplicación de una resolución de la Asamblea de la República portuguesa promulgada el 16 de enero de 2013 al unirse con la freguesia de São Pedro da Afurada, formando la nueva freguesia de Santa Marinha e São Pedro da Afurada.